# Cerberiopsis obtusifolia
Cerberiopsis obtusifolia är en oleanderväxtart som först beskrevs av Henri Ferdinand Van Heurck och Johannes Müller Argoviensis och som fick sitt nu gällande namn av Pierre Boiteau.
Cerberiopsis obtusifolia ingår i släktet Cerberiopsis och familjen oleanderväxter. Inga underarter finns listade i Catalogue of Life.